# Artigiano in Fiera
L'Artigiano in Fiera è un evento fieristico annuale dedicato all'artigianato mondiale.
Fin dalla sua prima edizione, che risale al 1996, la manifestazione viene organizzata da Ge.Fi. S.p.A. Inizialmente si teneva presso il polo fieristico Fieramilanocity, nel quartiere milanese Portello, mentre dal 2008 si è spostata al nuovo polo fieristico Fieramilano di Rho. Artigiano in Fiera è la manifestazione di riferimento per la micro e piccola impresa fin dal 1996 quando nacque per colmare il vuoto della mancanza di una fiera che mettesse al centro la persona e il suo lavoro. Non era un caso, allora come oggi, che l’Artigiano in Fiera già nel titolo veicolasse un messaggio originale: un evento dedicato all'artigiano con i suoi ideali, il suo radicamento con la terra d’origine, la sua capacità di comunicare se stesso attraverso il lavoro. 
Al giorno d'oggi, Artigiano in Fiera è la più grande manifestazione fieristica del mondo, unica nel suo genere, carica di positività, di bellezza e di bontà, concepita da sempre con una suddivisione espositiva per territori (tutte le Regioni italiane, l'Europa e il resto del mondo). Ogni anno Artigiano in Fiera raduna per 9 giorni a Milano migliaia di artigiani in rappresentanza di oltre 100 Paesi, portatori di storie e di prodotti di ogni merceologia (agroalimentare, tessile, design, arredamento, cura della persona, moda). Attorno ad Artigiano in Fiera si polarizza un pubblico di 1 milione di visitatori che in 9 giorni gratuitamente visitano i padiglioni, nel periodo pre-natalizio tradizionalmente contrassegnato da una maggiore propensione alla spesa da parte del pubblico che in fiera può trovare idee per regali originali e unici. 
Dal 2020, complice anche l'impossibilità di realizzare l'evento fisico a causa della pandemia di COVID-19, Artigiano in Fiera si pone come il primo evento “phygital” delle arti, dei mestieri e dell'artigianato del mondo, essendo manifestazione fisica e, allo stesso tempo, una moderna ed avanzata piattaforma digitale, che ha come obiettivo l'agevolazione della comunicazione tra artigiani e pubblico, offrendo così la straordinaria opportunità di continuità nella relazione. Mentre la fiera mantiene la sua vocazione di piattaforma di relazione fisica, dove il pubblico può comprare i prodotti in loco, analogamente, negli ultimi anni, si è sviluppata una relazione anche digitale grazie al servizio che permette di acquistarli direttamente online e farseli spedire al proprio domicilio.
Dal 29 maggio al 2 giugno 2025, Artigiano in Fiera è stato per la prima volta organizzato in edizione primaverile oltre al tradizionale appuntamento autunnale, passando così da evento annuale a semestrale.